# Coldwater (Kansas)
Coldwater è una città degli Stati Uniti d'America, capoluogo della contea di Comanche, nello Stato del Kansas.